# Küllstedt
Küllstedt település Németországban, azon belül Türingiában. Lakosainak száma 1313 fő (2023. december 31.).

## Népesség
A település népességének változása:
| Lakosok száma | 1340 | 1332 | 1316 | 1323 | 1313 |
|               | 2017 | 2019 | 2021 | 2022 | 2023 |